# Buchanan Hills
Buchanan Hills är en samling kullar i Antarktis. De ligger i Västantarktis. Chile gör anspråk på området. Toppen på Buchanan Hills är 1 015 meter över havet, eller 17 meter över den omgivande terrängen. Bredden vid basen är 0,56 km.
Terrängen runt Buchanan Hills är kuperad åt nordväst, men åt sydost är den platt. Trakten är obefolkad. Det finns inga samhällen i närheten.